# 一畑電車大社線

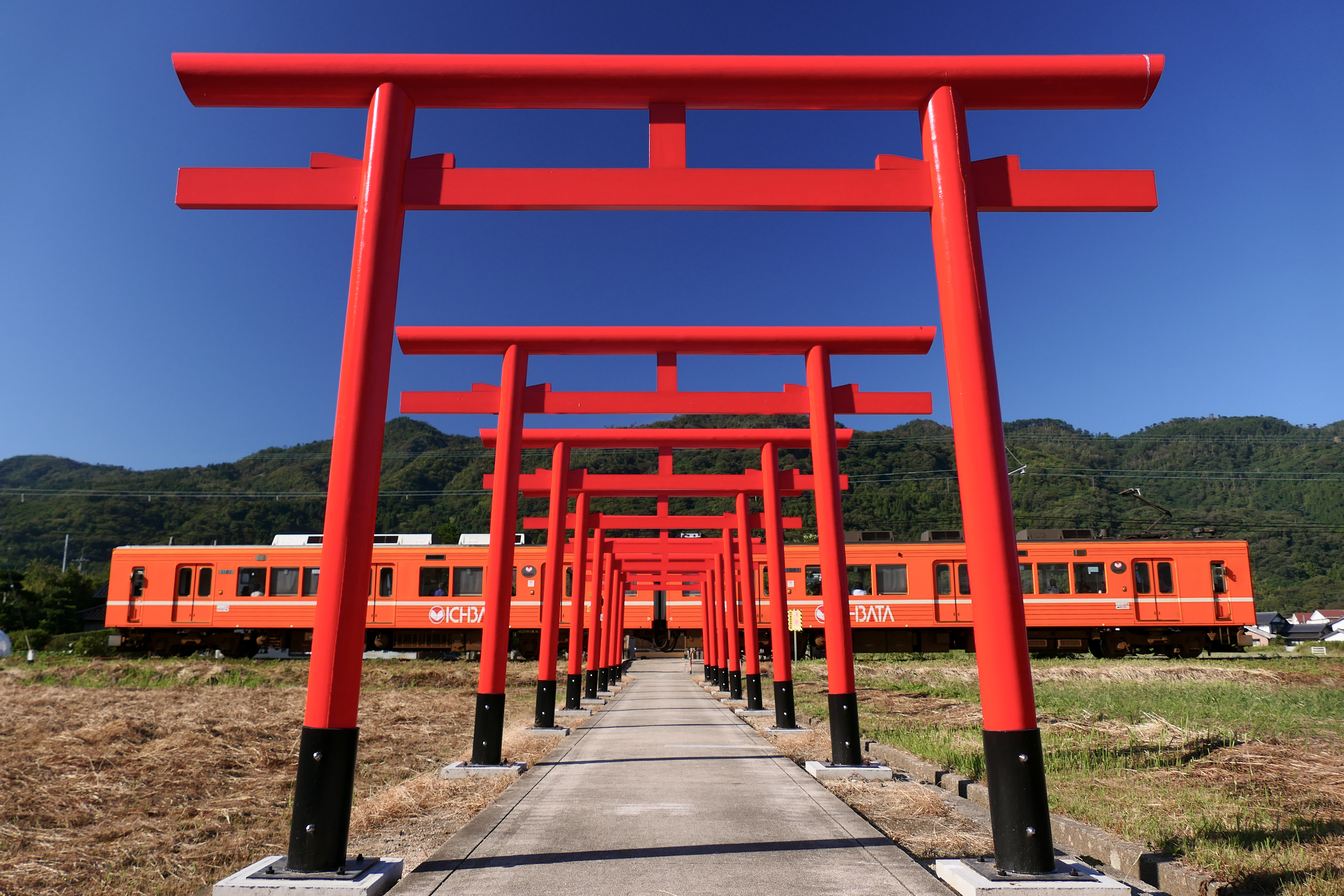
高浜駅近くでは粟津稲生神社の参道を線路が横切る。

大社線（たいしゃせん）は、島根県出雲市の川跡駅から出雲大社前駅に至る一畑電車の鉄道路線である。
1990年（平成2年）に西日本旅客鉄道（JR西日本）の大社線が廃止された後は、出雲大社に達する唯一の鉄道路線となっている。

## 路線データ
- 路線距離（営業キロ）：8.3 km
- 軌間：1,067 mm
- 駅数：5駅（起終点駅含む）
- 複線区間：なし（全線単線）
- 電化区間：全線（直流1,500 V）
- 閉塞方式：自動閉塞式
- 最高速度：85 km/h[1]
- IC乗車カード対応区間：なし

中間の交換可能な駅はなし。

## 運行形態
一部の列車は北松江線に直通している。直通列車をのぞき、電鉄出雲市駅または松江しんじ湖温泉駅方面に向かう場合には川跡駅での乗り換えが伴うが、ほとんどの列車が川跡駅で両方面の列車に接続する。
おおむね1時間あたり1 - 2本の割合で運転している。平日、および休日の朝・夕方以降は川跡駅で北松江線の列車と接続する線内折り返しの列車が中心である。休日の日中は出雲大社へ向かう参拝客の便宜を図るため、松江しんじ湖温泉駅・電鉄出雲市 - 出雲大社前駅間の北松江線直通列車が中心となる。
ワンマン運転開始後はワンマン対応改造されたデハ1形3・6が長らく大社線専用として運用に就いていた。1994年（平成6年）以降一畑電車の近代化が進むとこれらの車両は定期運用に就く最後の旧型車両となっていたが、それも1998年（平成10年）に終わりを迎えた。

### 列車種別

#### 急行
日中に松江しんじ湖温泉駅 - 出雲大社前駅間に1往復（後述の「出雲大社号」）、平日に川跡発出雲大社前行きが7時台に2本と18時台に1本、出雲大社前発雲州平田行きが19時台に1本運行されている。大社線内では松江しんじ湖温泉発着列車を除き、途中浜山公園北口駅に停車する。2021年（令和3年）10月1日のダイヤ改正以前は、夕方の列車は大社線内ノンストップであった。

#### 急行「出雲大社号」
2025年（令和7年）4月1日のダイヤ改正より、日中に松江しんじ湖温泉駅 - 出雲大社前駅間の急行が1往復新設された。この急行は浜山公園北口駅を通過する。同年7月1日からは「出雲大社号」の愛称が付き、ヘッドマークを掲出して運行している。
2021年（令和3年）までにも、休日に出雲大社前発松江しんじ湖温泉行き「出雲大社号」が1本運転されていた。5000系が長らく限定で運用されていたが、2013年（平成25年）9月21日からは「ご縁電車しまねっこ号」として登場した2100系2104編成が運用されていた。電鉄出雲市方面との接続は無かった。2017年（平成29年）3月26日までは松江しんじ湖温泉発出雲大社前行きも運行されており、川跡駅で電鉄出雲市発川跡行きの特急の接続を受けていた。2021年（令和3年）10月1日のダイヤ改正で廃止された。

#### 普通
案内放送では「各駅停車」と呼称される。平日および休日の朝と夕方以降は北松江線の列車に接続する線内折り返し運転を基本とするほか、平日には電鉄出雲市発出雲大社前行きが2本、雲州平田発出雲大社前行きが1本ずつ運行されている。また休日の日中および初詣の臨時ダイヤでは北松江線直通列車が主体となる。

### 過去の列車

#### 特急
北松江線に直通して、休日に電鉄出雲市発出雲大社前行きが1本設定されていた。大社線内ではノンストップである。松江しんじ湖温泉方面との接続は行われていない。
2013年（平成25年）4月1日のダイヤ改正で新設され、2017年（平成29年）4月1日のダイヤ改正までは電鉄出雲市駅 - 出雲大社前駅間に2往復半運行されていたが、2017年（平成29年）4月1日のダイヤ改正から2021年（令和3年）10月1日のダイヤ改正までは1往復に削減され、2021年（令和3年）10月1日のダイヤ改正から2024年（令和6年）4月1日のダイヤ改正までは4往復半運行されていた。
2025年（令和7年）4月1日のダイヤ改正で、大社線内での運行が廃止となった。

## 歴史
出雲大社方面への延伸は1923年（大正12年）の株主総会で決定された。大社方面に路線を延伸するにあたって、当初は北松江線の武志駅から南下して出雲大社に至るルートが計画されていたが、国鉄大社線と競合することから現在のルートが採用された。北松江線とは異なり、開通当初から電化路線である。
- 1926年（大正15年）10月9日：鉄道免許状下付（簸川郡川跡村-同郡大社町間）[11]。
- 1930年（昭和5年）2月2日：川跡駅 - 大社神門駅（現・出雲大社前駅）間を開業[12]。
- 1966年（昭和41年）10月1日：CTC使用開始。
- 1970年（昭和45年）10月1日：大社神門駅を出雲大社前駅に改称。
- 1977年（昭和52年）6月24日：鑓ヶ崎駅を浜山公園北口駅に改称。
- 1978年（昭和53年）3月16日：ワンマン運転開始。
- 2006年（平成18年）4月1日：一畑電気鉄道の持株会社移行に伴い、新設の一畑電車株式会社が鉄道事業を承継。
- 2013年（平成25年）4月1日：6年半振りのダイヤ改正。休日の特急の新設、普通の運転系統の変更等を実施[8]。
- 2017年（平成29年）4月1日：7000系増備によるダイヤ改正。特急・急行「出雲大社号」削減、急行の増便および停車パターン変更[9][10]。
- 2021年（令和3年）10月1日：4年半ぶりのダイヤ改正。普通および休日ダイヤにおける特急の増発、急行「出雲大社号」の運転取り止め、最終列車の繰り上げなどを実施[6]。
- 2024年（令和6年）4月1日：ダイヤ改正。休日日中における北松江線直通列車の運行形態の変更、特急の削減などを実施[7]。
- 2025年（令和7年）4月1日：ダイヤ改正。松江しんじ湖温泉駅 - 出雲大社前駅間の急行の新設、大社線内における特急の運転取り止めなどを実施[3]。

## 駅一覧
全駅島根県出雲市に所在。
凡例
●：停車、△：川跡駅・雲州平田駅発着列車のみ停車、｜:通過
普通列車は各駅に停車するため省略
線路（全線単線） … ◇：列車交換可能、｜：列車交換不可
| 駅番号 | 駅名           | 駅間 キロ | 営業 キロ | 急行 | 接続路線           | 線路 |
| ------ | -------------- | --------- | --------- | ---- | ------------------ | ---- |
| 5      | 川跡駅         | -         | 0.0       | ●    | 一畑電車：北松江線 | ◇    |
| 23     | 高浜駅         | 2.8       | 2.8       | ｜   |                    | ｜   |
| 24     | 遙堪駅         | 2.0       | 4.8       | ｜   |                    | ｜   |
| 25     | 浜山公園北口駅 | 1.6       | 6.4       | △    |                    | ｜   |
| 26     | 出雲大社前駅   | 1.9       | 8.3       | ●    |                    | ◇    |